# Ровновское сельское поселение (Рязанская область)
Ровновское сельское поселение — упразднённое муниципальное образование (сельское поселение) в Рязанском районе Рязанской области.
Административный центр — деревня Ровное.

## История
Ровновское сельское поселение образовано в 2006 г.
Законом Рязанской области от 11 мая 2017 года № 26-ОЗ, были преобразованы, путём их объединения, Ровновское и Семёновское сельские поселения — в Семёновское сельское поселение с административным центром в деревне Секиотово.

## Население
| 2010 | 2012  | 2013  | 2014  | 2015  | 2016  | 2017  |
| ---- | ----- | ----- | ----- | ----- | ----- | ----- |
| 2486 | ↘2443 | ↗2460 | ↘2459 | ↘2414 | ↘2401 | ↘2387 |

## Состав сельского поселения
| № | Населённый пункт | Тип населённого пункта          | Население |
| - | ---------------- | ------------------------------- | --------- |
| 1 | Агарково         | деревня                         | 49        |
| 2 | Взметнево        | деревня                         | 20        |
| 3 | Городищево       | деревня                         | 75        |
| 4 | Дубровка         | деревня                         | 0         |
| 5 | Дьяконово        | деревня                         | 3         |
| 6 | Матчино          | деревня                         | ↘19       |
| 7 | Пущино           | село                            | ↘105      |
| 8 | Ровное           | деревня, административный центр | 538       |
| 9 | Стенькино        | посёлок                         | 1677      |